# 85-й армейский корпус (вермахт)
85-й армейский корпус (нем. LXXXV. Armeekorps), сформирован 2 декабря 1944 года.

## Боевой путь
В 1945 году — бои в Германии против американских войск.

## Состав корпуса
В январе 1945:
- 79-я пехотная дивизия народного ополчения
- 352-я пехотная дивизия народного ополчения

15 декабря 1944
- Командующий: генерал пехоты B. Kniess
  - 15-й зенитный полк (12 heavy & 14 medium/light батареи)
  - 668-й тяжёлый противотанковый дивизион
  - 1094-я артиллерийская батарея
  - 999th Penal Battalion (?)
  - 406-й моторизованный народный артиллерийский корпус
    - 1-й батальон (RSO): 3 (motZ) батареи (6 75mm FK 40)
    - 2-й батальон: 2 (motZ) батареи (6 100mm K 18)
    - 3-й батальон (RSO): 3 (motZ) батареи (6 105mm leFH 18/40)
    - 4-й батальон: 2 (motZ) батареи (6 152mm KH 433(r))
    - 5-й батальон: 2 (motZ) батареи (6 122mm sFH 396(r))

  - 18-я (t-mot) народная миномётная бригада
    - 21-й полк тяжёлых реактивных миномётов:
      - 1-й батальон: 3 (mot) батареи (6 210 мм пусковые установки)
      - 2-й & 3-й батальоны, в каждом: 3 (mot) батареи (6 210 мм пусковые установки)

    - 22-й полк тяжёлых реактивных миномётов:
      - 1-й батальон: 3 (mot) батареи (6 150 мм пусковые установки)
      - 2-й батальон: 3 (mot) батареи (6 300 мм пусковые установки)
      - 3-й батальон: то же, что и 2-й батальон

  - 5-я парашютная дивизия: полковник L. Heilmann24
    - 1/,2/,3/13-й парашютно-десантный полк
    - 2/,3/,4/14-й парашютно-десантный полк
    - 1/,2/,3/15-й парашютно-десантный полк
    - 1/,2/,3/5-й артиллерийский полк
      - 105mm lFH 18/40 (on 14 Dec) — 24
      - 150mm sFH 18 (on 14 Dec) — 12

    - 5-й противотанковый дивизион (3 cos)
    - 5-й инженерный батальон
    - 5-й зенитный дивизион
    - 5-й авиационный батальон связи
    - 11-я парашютная бригада штурмовых орудий (27 StuG) (Fallschirm-Sturmgeschütz-Brigade 11)

  - 352-я народная пехотная дивизия: полковник E.Schmidt
    - 1/,2/914-й народный пехотный полк
    - 1/,2/915-й народный пехотный полк
    - 1/,2/916-й народный пехотный полк
    - 1/,2/,3/,4/352-й артиллерийский полк
      - 75mm FK 40 (on 14 Dec) — 24
      - 105mm lFH 315 (i)(on 14 Dec) — 8
      - 150mm sFH 18 (on 14 Dec) — 12

    - 352-й противотанковый дивизион (6 Hetzer Pzjg 38t)
    - 352-й стрелковый батальон
    - 352-й инженерный батальон
    - 352-й батальон связи[1]

В марте 1945:
- 347-я народная пехотная дивизия
- 719-я пехотная дивизия
- 559-я народная пехотная дивизия

## Командующие корпусом
- С декабря 1944 — генерал пехоты Баптист Книсс
- С 29 марта 1945 — генерал танковых войск Смило фрайхерр фон Лютвиц